# Лукас Шміц
Лукас Шміц (нім. Lukas Schmitz, нар. 13 жовтня 1988, Гаттінген) — німецький футболіст, півзахисник.

## Ігрова кар'єра
У дорослому футболі дебютував 2006 року виступами за команду «Шпрокгевель», в якій провів один сезон, після чого у 2007–2009 роках захищав кольори «Бохума».
Влітку 2009 року приєднався до «Шальке 04». Був серед гравців основного складу команди і допоміг їй 2011 року здобути Кубок Німеччини.
У дипні 2011 року за 1 мільйон євро перейшов до «Вердера», де провів наступні три сезони своєї ігрової кар'єри. Протягом останнього сезону у «Вердері» за його головну команду майже не грав, а по його завершенні на правах вільного агента перебрався до друголігової «Фортуни» (Дюссельдорф). У новій команді на рівні Другої Бундесліги знову став регулярним гравцем основного складу і в сезоні 2017/18 допоміг їй виграти другий дивізіон і пробитися до найвищої німецької ліги. Утім сам гравець, термін контракту якого добіг кінця, після цього тріумфу команду залишив.
Протягом 2018—2020 років грав в Австрії за «Вольфсберг», а у 2020—2021 роках захищав кольори нідерландського «ВВВ-Венло». 

## Титули і досягнення
- Володар Кубка Німеччини (1):

«Шальке 04»: 2010/11